# Patto dei Liberaldemocratici
Il Patto dei Liberaldemocratici è stato un partito politico italiano, nato il 21 giugno 2003 per iniziativa di Mariotto Segni (reduce dall'esperienza del Patto Segni).
Il punto fermo del programma del partito era costituito dalle riforme istituzionali. Sotto questo profilo, Segni propose l'adozione del sistema elettorale francese coniugato con l'elezione diretta del Presidente del Consiglio (il cd. "sindaco d'Italia").
Il partito era a favore di un'Italia europeista e atlantica.

## Storia
In vista delle elezioni europee del 2004, il partito vide l'adesione dell'ex presidente del Senato Carlo Scognamiglio: fu così costituita la lista "Patto Segni-Scognamiglio", che ricevette lo 0,53% dei voti senza ottenere alcun seggio.
Nella XIV legislatura della Repubblica aveva un rappresentante alla Camera dei deputati: Michele Cossa (eletto con il simbolo della Casa delle Libertà e membro dei Riformatori Sardi).
In occasione delle elezioni regionali del 2005 si presentò a sostegno dei candidati presidente della coalizione di centro-sinistra: il partito ottenne lo 0,06% alle elezioni regionali liguri e l'1,74% alle regionali lucane, mentre alle elezioni regionali in Calabria dette vita ad una unitaria con Federazione dei Verdi e PSDI, che ottenne il 3,14%.
Il Patto non si presentò alle elezioni politiche del 2006 ma Massimo Fantola, segretario dei Riformatori Sardi (la costola sarda del movimento), venne eletto nelle liste dell'UDC.
Sebbene non vi sia stato un atto di scioglimento, il partito di fatto non è più attivo dal 2006.

## Valori
Sostiene Mariotto Segni, leader del partito, all'atto di fondazione:

## Risultati elettorali
| Elezione     | Voti    | %    | Seggi  |
| ------------ | ------- | ---- | ------ |
| Europee 2004 | 172.556 | 0,53 | 0 / 78 |